# Surplus women
El Surplus women, en  español Exceso de mujeres es una frase acuñada durante la Revolución Industrial para referirse a la percepción de un exceso de mujeres solteras en Gran Bretaña.

## Antecedentes
| Año  | Mujeres | Hombres | Diferencia |
| ---- | ------- | ------- | ---------- |
| 1901 | 19.75   | 18.49   | 1.26       |
| 1911 | 21.73   | 20.39   | 1.35       |
| 1921 | 19.80   | 18.08   | 1.72       |
| 1931 | 23.98   | 22.06   | 1.92       |

En el siglo XIX se produjo una mejora de la productividad agrícola que estimuló el crecimiento de la población y redujo la demanda de mano de obra agrícola. Esto condujo a un excedente de trabajadores que fue absorbido principalmente por la industria nacional o la agricultura del Nuevo Mundo. El excedente era más o menos igual entre los sexos, sin embargo, existían oportunidades desproporcionadas para los hombres sobre las mujeres en el empleo doméstico y en el extranjero, y en el servicio armado. En 1850, más de una cuarta parte de la población femenina del Reino Unido de entre 20 y 45 años era soltera, y encontraba cada vez más dificultades para acceder a los medios económicos.
El censo de 1851 puso cifras a esta disparidad: entre quinientos mil y un millón de mujeres más que de hombres. Las cifras causaron pánico moral y social, con la creencia generalizada de que habría un gran número de mujeres solteras viviendo vidas de miseria y pobreza. Entre 1850 y 1900 las oportunidades para las mujeres se fueron ampliando más allá del simple empleo doméstico - llegando a representar casi el 40% de la mano de obra británica. Al estallar la Primera Guerra Mundial esta cifra había descendido al 32%, en gran parte debido al declive del sector doméstico. Sin embargo, estos trabajos tendían a los bajos salarios y a las escasas oportunidades de ascenso; generalmente el trabajo en fábricas, uno de los mayores sectores femeninos era el comercio textil.
El estallido de la guerra afectó gravemente a estos sectores; por ejemplo, el colapso de las exportaciones de algodón. En un momento dado, el desempleo femenino rondaba el 44%.

## Primera Guerra Mundial
Incluso antes de la guerra, seis de cada siete niños en Gran Bretaña se veían obligados, por necesidad económica, a dejar la escuela a los 14 años para entrar en la fuerza de trabajo para ganar un salario. En 1901, más de la mitad de las trabajadoras eran menores de 25 años. En 1911, el 77% de las trabajadoras eran solteras, el 14% estaban casadas y el 9% eran divorciadas o viudas. Independientemente de su estado civil, las mujeres pudieron encontrar oportunidades de trabajo, especialmente durante la Primera Guerra Mundial debido a la ausencia de hombres en la fuerza laboral. A mitad de la guerra, en 1916, la mano de obra femenina había aumentado en 600 000 personas.
La Primera Guerra Mundial agravó el desequilibrio de género. La muerte de casi un millón de hombres durante la guerra aumentó la brecha de género en más de un millón; de 670 000 a 1 700 000. El número de mujeres solteras que buscaban medios económicos creció de forma espectacular. Además, la desmovilización y el declive económico que siguió a la guerra provocaron un elevado desempleo. La guerra incrementó el empleo femenino; sin embargo, el regreso de los hombres desmovilizados desplazó a muchos de la mano de obra, al igual que el cierre de muchas de las fábricas de la guerra. Por ello, las mujeres que habían trabajado durante la guerra se encontraron con dificultades para encontrar trabajo y a las que se acercaban a la edad de trabajar no se les ofreció la oportunidad.

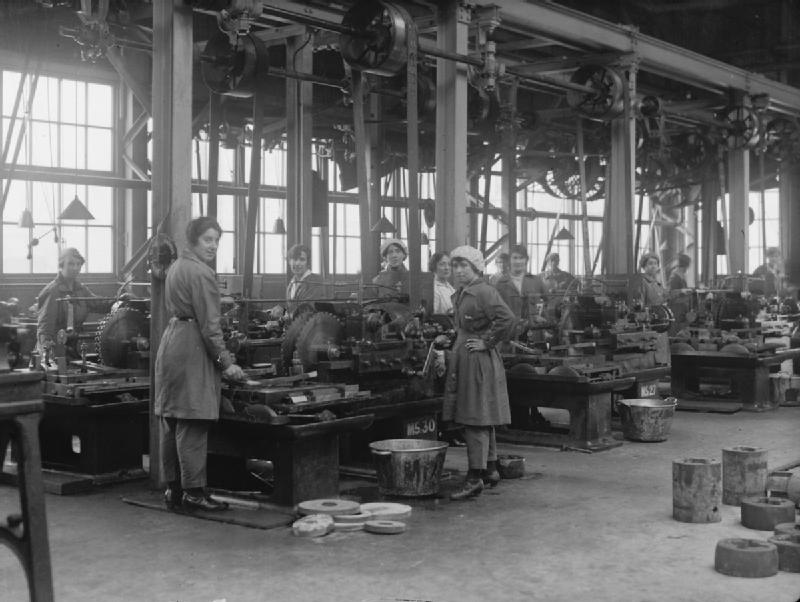
Mujeres trabajadoras en la Real Fábrica de Armas (Royal Arsenal, Woolwich, Londres, 1918.)

Durante la Primera Guerra Mundial, muchas mujeres buscaron oportunidades de empleo en las fábricas. La salud de las mujeres se convirtió en una preocupación, ya que estaban expuestas a condiciones de trabajo a las que no estaban acostumbradas. Se temía que el trabajo en las fábricas que realizaban las trabajadoras pudiera ejercer una influencia perjudicial en su salud, su mente y su moral. En concreto, la salud reproductiva de las mujeres era una preocupación. Gran Bretaña estaba cuidando de su futura generación de trabajadores; Gran Bretaña necesitaba una mano de obra sana para mantener su país. El debate sobre la salud de las trabajadoras pronto fue más allá de la preocupación anterior por sus órganos y funciones reproductivas. Se implementaron nuevos códigos de salud que abarcaban la salud de las niñas y mujeres jóvenes que formaban parte de la fuerza de trabajo. Hubo esfuerzos para implementar un servicio nacional de salud ocupacional. Este servicio fue negociado entre el gobierno, los sindicatos, los empresarios y los profesionales de la medicina. Este movimiento sanitario tenía como objetivo mantener la seguridad en Gran Bretaña antes y después de la guerra.
También preocupaba que las mujeres se involucraran demasiado en su vida laboral y se distanciaran de su vida doméstica. Socialmente, todavía se esperaba que las mujeres mantuvieran la casa limpia y llevaran un hogar sin problemas. Algunos hombres estaban en contra de que las mujeres tuvieran una vida laboral fuera de sus hijos. Estos hombres creían que lo mejor para los niños era tener una madre a tiempo completo en torno a la crianza de los hijos. Su razonamiento detrás de su firme creencia era simplemente que la futura generación de trabajadores era más importante. En este momento de la historia las mujeres no eran vistas como iguales a los hombres en la fuerza de trabajo y experimentaban prejuicios hacia su situación laboral. Además, muchas mujeres seguían sin casarse debido al mayor número de mujeres en comparación con los hombres en Gran Bretaña en esta época.

## Segunda Guerra Mundial
La Segunda Guerra Mundial dio lugar a más oportunidades de trabajo para las mujeres. Las mujeres pudieron utilizar sus habilidades específicas en la fuerza de trabajo. Algunas mujeres utilizaron sus habilidades geográficas y su formación para crear mapas precisos en tiempos de guerra. Estas mujeres fueron acogidas en la fuerza de trabajo por tener tales talentos. Después de la Segunda Guerra Mundial hubo un cierre de guarderías de guerra (Morelli 68). Esto se convirtió en un obstáculo para las madres trabajadoras o que querían trabajar. El cierre de estas guarderías expresó el apoyo del gobierno a que las mujeres se quedaran en casa y llevaran una vida doméstica. Esta decisión del gobierno tuvo poco efecto en las madres trabajadoras porque utilizaban otros medios para el cuidado de los niños. Los niños se quedaban con la familia durante el día o en la casa del vecino. Las mujeres seguían experimentando bajos salarios y un alto desempleo. Esto se debía a la continua escasez de mano de obra en la década de 1950. Sus empleadores en la fuerza de trabajo también discriminaban continuamente a las mujeres. A veces se consideraba que las mujeres que trabajaban descuidaban sus deberes de madre. La sociedad presionaba a las mujeres para que se ajustaran a ciertas normas cuando se trataba de ser la madre o la esposa adecuada, lo que podía interpretarse como que las mujeres elegían no seguir una carrera laboral. Después de la Segunda Guerra Mundial había más mujeres casadas con hijos en comparación con la Primera Guerra Mundial, décadas antes.

## Respuesta del gobierno
El gobierno británico consideró la emigración como una solución a varios problemas sociales causados por la guerra y el siglo anterior. Un proyecto de ley de emigración de 1918 creó el Comité de Emigración del Gobierno, que rápidamente pasó a llamarse Comité de Asentamiento en Ultramar. La ley pretendía organizar las sociedades de emigración preexistentes, organizaciones de voluntarios, a menudo dirigidas por mujeres de la sociedad, creadas para ayudar a la emigración a las colonias.
En 1919, el comité organizó una conferencia sobre la emigración de las mujeres, que condujo a la creación de la «Sociedad para el Asentamiento de Mujeres Británicas en el Extranjero». Esencialmente el departamento femenino del Comité de Asentamiento en el Extranjero, recibió un presupuesto anual de 5000 libras esterlinas.
La SOSBW contaba con paneles dedicados a regiones (África, Canadá, Australia, Nueva Zelanda) y a sectores profesionales (como enfermería, formación y agricultura).

## Evolución en la posguerra
La presencia de una barrera matrimonial en muchas ocupaciones supuso un obstáculo adicional a los medios económicos. Además, debido a la prolongación de la esperanza de vida de las mujeres, la pérdida de los ingresos por pensiones de los varones fallecidos también contribuyó al problema de las mujeres excedentes. Florence White desempeñó un papel decisivo en la campaña a favor de las pensiones para las mujeres con el fin de aliviar este problema.